# Redlichiina
A Redlichiina a háromkaréjú ősrákok (Trilobita) osztályához és a Redlichiida rendjéhez tartozó alrend.

## Rendszerezés
Az alrendbe az alábbi öregcsaládok és családok tartoznak:
- Emuelloidea
  - Emuellidae
- Paradoxidoidea
  - Centropleuridae
  - Paradoxididae
  - Xystriduridae
- Redlichioidea
  - Abadiellidae
  - Chengkouaspidae
  - Dolerolenidae
  - Gigantopygidae
  - Kuechowiidae
  - Mayiellidae
  - Menneraspididae
  - Metadoxididae
  - Redlichiidae
  - Redlichinidae
  - Saukiandidae
  - Yinitidae

- Incertae sedis (az alábbi nemeknek nincs meghatározva a családja):
  - Akbashichia
  - Fandianaspis
  - Iolgia
  - Micangshania
  - Xingzishania